# BTR-70
El BTR-70 (rus: бронетранспортер-70, Bronetransporter-70, 'transport blindat 70') és un transport blindat de personal (TBP) de vuit rodes, desenvolupat originalment per la Unió Soviètica a final dels anys 1960 amb el codi de fabricació GAZ-4905. El 21 d'agost de 1972, va ser acceptat al servei soviètic i posteriorment es va exportar àmpliament. A Romania també es van produir grans quantitats sota llicència com a TAB-77.
El BTR-70 es va desenvolupar com a possible successor de les sèries BTR-60 de TBP, concretament del BTR-60PB, al qual s'assembla més. Va sorgir a partir d'un projecte anterior, infructuós conegut com a GAZ-50 per dissenyar un nou vehicle de combat d'infanteria amb el xassís i el motor d'un BTR-60PB. Inicialment va rebre la denominació OTAN BTR M1970.